# Susana Carro
Susana Carro Fernández (Mieres, 1971) es una filósofa, profesora e investigadora española.

## Trayectoria
Se licenció en Filosofía y Ciencias de la Educación por la Universidad de Oviedo, y es especialista en Ciencia, Tecnología y Sociedad por la facultad de Ciencias Políticas y Sociología de la Universidad Nacional de Educación a Distancia (UNED). Se doctoró en Filosofía con la tesis titulada Del arte feminista al arte femenino, que luego convirtió en un libro con el nombre Mujeres de ojos rojos: Del arte feminista al arte femenino.
En este ensayo, publicado en 2010, Carro explica cómo a lo largo del siglo XX, las voces femeninas como las de las escritoras y activistas Mary Wollstonecraft, Simone de Beauvoir, Betty Friedan, Kate Millett, Shulamith Firestone, Hélène Cixous o Luce Irigaray reclamaron la ciudadanía para las mujeres. Y sus discursos trascendieron los dominios éticos y se propagaron al ámbito estético. El arte feminista y femenino surgieron como resultado, con figuras destacadas como Judy Chicago, Martha Rosler y Ana Mendieta.
Discípula del filósofo italiano Sergio Givone, catedrático de Estética de la Universidad de Florencia, Carro ha trabajado como profesora agregada en la Escuela Universitaria de Educación Social de Oviedo y ha impartido clases de filosofía en el instituto Rosario Acuña de Gijón. Además, desde 1998, ha sido docente de los cursos de Extensión Universitaria sobre educación para la igualdad, y ha participado en el programa de formación del profesorado de la Universidad de Valparaíso, en Chile.
Es miembro fundador de Paraíso, un espacio de arte alternativo que, en la década de los 90, aglutinó parte de la creación asturiana. Es coautora de la videoinstalación No sólo hemos aprendido, expuesta en el Centro de Cultura Antiguo Instituto de Gijón durante 2002.
Carro investiga la construcción simbólica y jurídica de la maternidad. Además, coordina el colectivo artístico OffMother y trabaja sobre la idea del amor romántico. Carro colabora con sus artículos en diversas revistas especializadas, y coordinó en 2014 la edición del volumen Salud sexual y reproductiva y opciones de maternidad. En su obra Cuando éramos diosas de 2018 reivindica la necesidad de las mujeres de crear una épica propia.

## Obra
- 2001 – Educación para la igualdad de oportunidades. FMB.
- 2002 – Tras las huellas de "El segundo sexo" en el pensamiento feminista contemporáneo. KRK Ediciones. ISBN 9788496119024.
- 2010 – Mujeres de ojos rojos: Del arte feminista al arte femenino. Ediciones Trea. ISBN 9788497043878.[12]
- 2015 – Más de un metro cuadrado de cielo propio. Mujeres en el panorama musical asturiano. Trabe. ISBN 978-84-8053-781-0.
- 2018 – Cuando éramos diosas. Estéticas de la resistencia de género. Ediciones Trea. ISBN 9788417140700.[2]